# East Ayrshire
East Ayrshire (gael. Siorrachd Inbhir Àir an Ear) – jednostka administracyjna (council area) w południowo-zachodniej Szkocji, we wschodniej części historycznego hrabstwa Ayrshire. Zajmuje powierzchnię 1262 km², a zamieszkana jest przez 122 690 osób (2011). Ośrodkiem administracyjnym jest Kilmarnock.